# مالك بن مسعود
مالك بن مسعود بن اليدي بن عامر الخزرجي الأنصاري صحابي جليل من قبيلة الخزرج من الأنصار شهد مع النبي محمد ﷺ غزوة بدر وغزوة أحد.